# أنيت فاسكيز
أنيت فاسكيز (بالإسبانية: Anette Natalia Vázquez Mendoza)‏ هي لاعبة كرة قدم مكسيكية، ولدت في 11 مارس 2002 في غوادالاخارا في المكسيك. شاركت مع منتخب المكسيك لكرة القدم للسيدات.